# 샤를 루이 아농

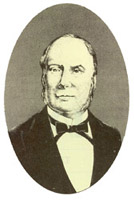
샤흘(샤를 루이 아농

샤흘(샤를) 루이 아농(Charles Louis Hanon, 1819년 7월 2일 - 1900년 3월 19일)은 프랑스 인 피아노 교사였음과 동시에 작곡가였다. 그가 저술한 책 중 가장 알려져 있는 작품으로는 명피아니스트가 되는 60 연습곡이며 현재까지도 전 세계적으로 널리 쓰이고 있다. 그는 1819년에 프랑스 북부의 노르주에서 태어나 1900년 프랑스 파드칼레주에서 사망했다.

## 평론
전 세계적으로 피아노를 배우고 있는 학생들이면 누구나 아농이라는 이름은 익히 알고 있다. (하농으로 많이 알려져 있지만, 프랑스 발음으로는 아농이 옳다.) 당시 아농이 저술한 책이 출판되었을 때 세르게이 라흐마니노프 같은 러시아의 대작곡가들이 그 때 러시아에서 유달리 피아노 거장들이 많이 나온 이유를 알겠다고 언급하기도 했다. 아농의 곡은 러시아의 음악학교에서 의무적으로 배웠어야 했고 이에 따라 곡을 암보해 모든 음정과 매우 빠른 속도로 쳐 특별 시험을 본 경우도 있었다.
아농의 곡은 대부분 피아노 교사들과 피아노 연주자들에게 크게 호평을 들었지만 몇몇 비평가들에게 의해 5개의 개별적인 손가락 연습을 통해 피아노 기술을 연마한다는 방법은 좋지 않다고 혹평을 받은 적도 있는데 이것을 주장한 사람이 미국의 뛰어난 피아노 교사였던 애비 화이트사이드였다.
몇 년 동안 아농이 작곡한 곡을 사용해 각 음악학교에서 경쟁해 서로 '아농 마라톤'을 벌여 유행했던 적이 있었다. 또한 아농의 곡은 기타와 같은 많은 악기들로 편곡되었다.

## 같이 보기
- 명피아니스트가 되는 60 연습곡